# Saint-Victor (Dordogne)
Pour les articles homonymes, voir Saint-Victor.
Saint-Victor est une commune française située dans le département de la Dordogne, en région Nouvelle-Aquitaine.

## Géographie

### Généralités
Dans le quart nord-ouest du département de la Dordogne, en Ribéracois, la commune de Saint-Victor est bordée par la Dronne qui marque la limite sud du territoire communal, et à l'ouest par son affluent le Jalley. C'est une commune rurale qui fait partie de l'aire d'attraction de Ribérac, zonage d’étude défini par l'Insee, qui a remplacé en 2020 l'aire urbaine de Ribérac qui n'incluait pas la commune.
Sur les coteaux nord de la Dronne, le bourg de Saint-Victor est traversé par la route départementale 104E et se situe, en distances orthodromiques, cinq kilomètres au nord-ouest de Tocane-Saint-Apre et huit kilomètres à l'est-nord-est de Ribérac.

### Communes limitrophes
Saint-Victor est limitrophe de six autres communes, dont Tocane-Saint-Apre au sud-est, sur environ 250 mètres.
| Celles               | Grand-Brassac |                   |
| Saint-Méard-de-Drône | Saint-Victor  | Montagrier        |
|                      | Douchapt      | Tocane-Saint-Apre |

### Géologie et relief

#### Géologie
Situé sur la plaque nord du Bassin aquitain et bordé à son extrémité nord-est par une frange du Massif central, le département de la Dordogne présente une grande diversité géologique. Les terrains sont disposés en profondeur en strates régulières, témoins d'une sédimentation sur cette ancienne plate-forme marine. Le département peut ainsi être découpé sur le plan géologique en quatre gradins différenciés selon leur âge géologique. Saint-Victor est située dans le troisième gradin à partir du nord-est, un plateau formé de calcaires hétérogènes du Crétacé.
Les couches affleurantes sur le territoire communal sont constituées de formations superficielles du Quaternaire datant du Cénozoïque et de roches sédimentaires du Mésozoïque. La formation la plus ancienne, notée c5b, date du Campanien 2, des calcaires crayo-marneux blanchâtres à grosses silicifications grises en alternance dures et tendres puis calcaire crayeux à glauconie. La formation la plus récente, notée CFvs, fait partie des formations superficielles de type colluvions carbonatées de vallons secs : sable limoneux à débris calcaires et argile sableuse à débris. Le descriptif de ces couches est détaillé dans  la feuille « no 758 - Périgueux (ouest) » de la carte géologique au 1/50 000 de la France métropolitaine, et sa notice associée.

Carte géologique de Saint-Victor.

#### Relief et paysages
Le département de la Dordogne se présente comme un vaste plateau incliné du nord-est (491 m, à la forêt de Vieillecour dans le Nontronnais, à Saint-Pierre-de-Frugie) au sud-ouest (2 m à Lamothe-Montravel). L'altitude du territoire communal varie quant à elle entre 63 mètres au sud-ouest, là où la Dronne quitte la commune et entre sur celle de Douchapt, et 167 mètres au nord-est, à l'est du lieu-dit la Poulette.
Dans le cadre de la Convention européenne du paysage entrée en vigueur en France le 1er juillet 2006, renforcée par la loi du 8 août 2016 pour la reconquête de la biodiversité, de la nature et des paysages, un atlas des paysages de la Dordogne a été élaboré sous maîtrise d’ouvrage de l’État et publié en octobre 2020. Les paysages du département s'organisent en huit unités paysagères,. La commune est dans le Ribéracois, une région naturelle possédant un relief vallonné avec des altitudes moyennes comprises autour des 130-160 m, sculpté par la Dronne et ses nombreux affluents. Les paysages sont ondulés de grandes cultures dont les vastes horizons contrastent avec les paysages plus cloisonnés de la Dordogne,.
La superficie cadastrale de la commune publiée par l'Insee, qui sert de référence dans toutes les statistiques, est de 5,12 km2,,. La superficie géographique, issue de la BD Topo, composante du Référentiel à grande échelle produit par l'IGN, est quant à elle de 5,05 km2.

### Hydrographie

#### Réseau hydrographique
La commune est située dans le bassin de la Dordogne au sein du Bassin Adour-Garonne. Elle est drainée par la Dronne, le Jalley, le ruisseau des Vergnes, qui constituent un réseau hydrographique de 10 km de longueur totale,.
La Dronne, d'une longueur totale de 200,56 km, prend sa source dans la Haute-Vienne dans la commune de Bussière-Galant et se jette en rive droite de l'Isle — dont elle est le principal affluent — à Coutras en Gironde, au lieu-dit la Fourchée, face à la commune de Sablons,. Elle borde la comùmune au sud sur trois kilomètres et demi, face à Tocane-Saint-Apre, Douchapt et Saint-Méard-de-Drône.
Son affluent de rive droite le Jalley sert de limite naturelle à l'ouest sur près de trois kilomètres et demi, face à Celles et Saint-Méard-de-Drône.
Affluent de rive gauche du Jalley, le ruisseau des Vergnes traverse le nord de la commune d'est en ouest sur plus d'un kilomètre.

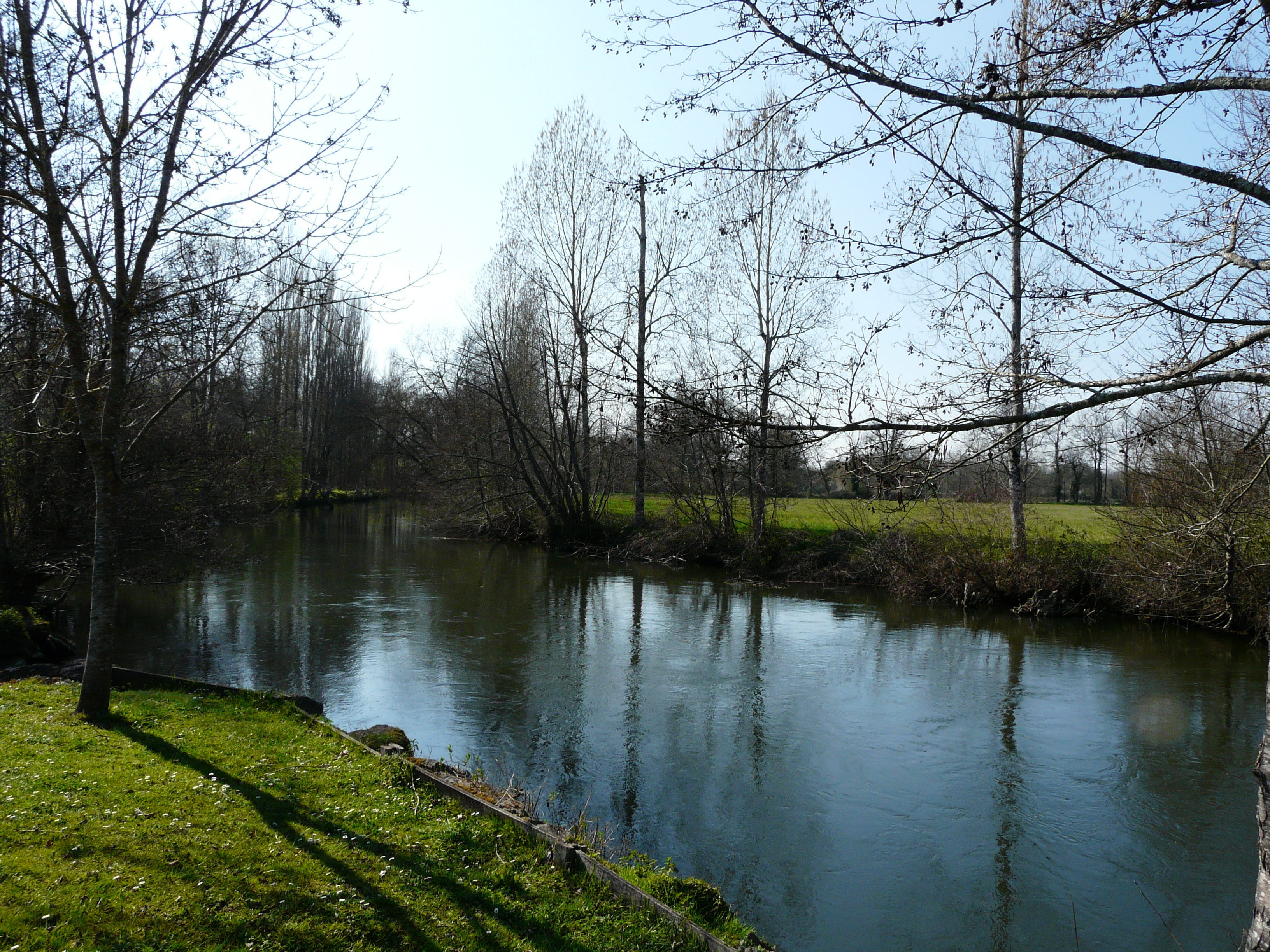
La Dronne à Beauclair, entre Douchapt (au premier plan) et Saint-Victor (en rive opposée).
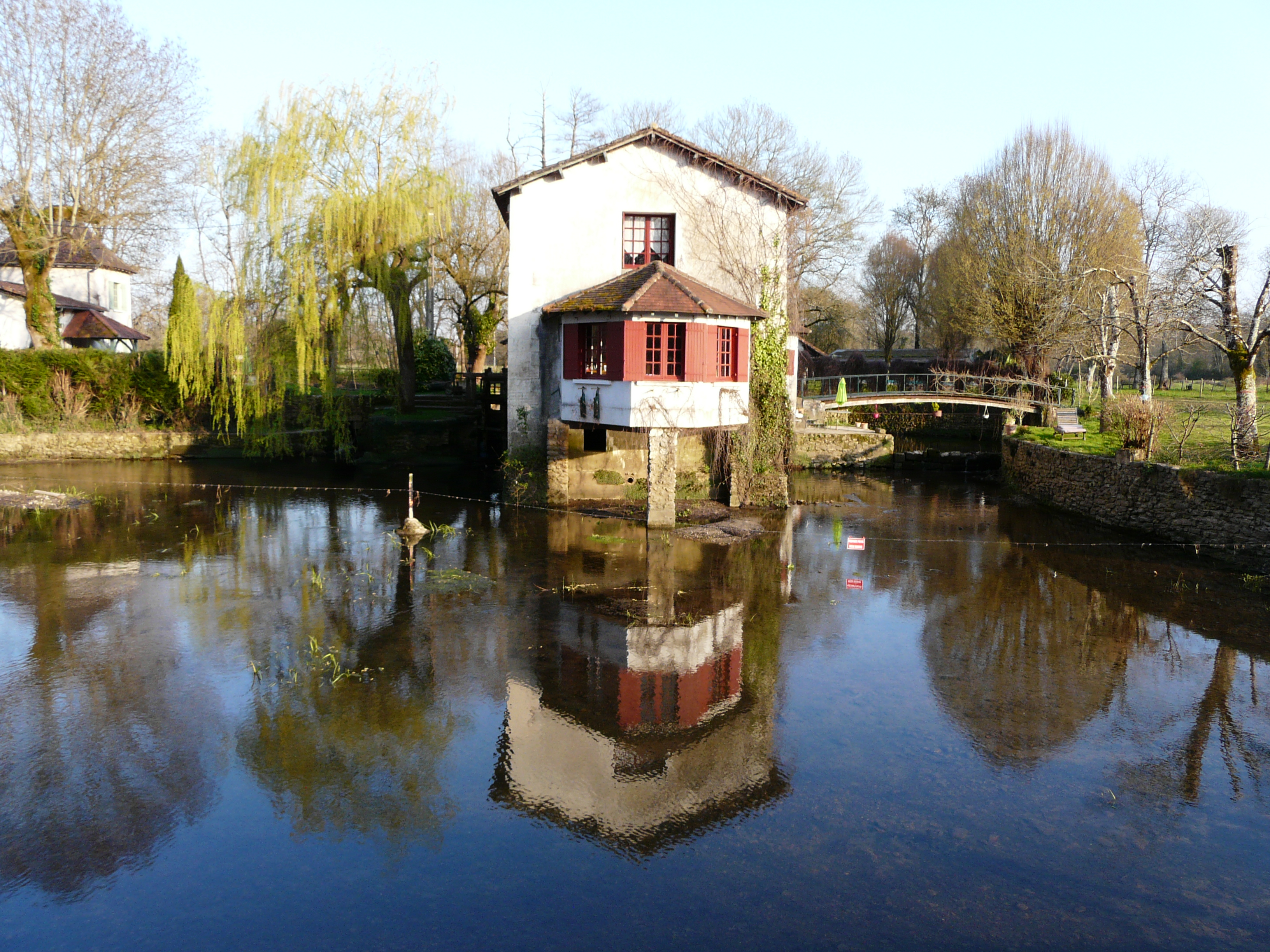
Le moulin de Chantemerle sur un bras de la Dronne.
Réseaux hydrographique et routier de Saint-Victor.

#### Gestion et qualité des eaux
Le territoire communal est couvert par le schéma d'aménagement et de gestion des eaux (SAGE) « Isle - Dronne ». Ce document de planification, dont le territoire regroupe les bassins versants de l'Isle et de la Dronne, d'une superficie de 7 500 km2, a été approuvé le 2 août 2021. La structure porteuse de l'élaboration et de la mise en œuvre est l'établissement public territorial de bassin de la Dordogne (EPIDOR). Il définit sur son territoire les objectifs généraux d’utilisation, de mise en valeur et de protection quantitative et qualitative des ressources en eau superficielle et souterraine, en respect des objectifs de qualité définis dans le troisième SDAGE  du Bassin Adour-Garonne qui couvre la période 2022-2027, approuvé le 10 mars 2022.
La qualité des eaux de baignade et des cours d’eau peut être consultée sur un site dédié géré par les agences de l’eau et l’Agence française pour la biodiversité.

### Climat
Pour des articles plus généraux, voir Climat de la Nouvelle-Aquitaine et Climat de la Dordogne.
Historiquement, la commune est exposée à un climat océanique aquitain.  
En 2020, Météo-France publie une typologie des climats de la France métropolitaine dans laquelle la commune est exposée à un climat océanique altéré et est dans la région climatique  Aquitaine, Gascogne, caractérisée par une pluviométrie abondante au printemps, modérée en automne, un faible ensoleillement au printemps, un été chaud (19,5 °C), des vents faibles, des brouillards fréquents en automne et en hiver et des orages fréquents en été (15 à 20 jours).
Pour la période 1971-2000, la température annuelle moyenne est de 12,4 °C, avec  une amplitude thermique annuelle de 14,8 °C. Le cumul annuel moyen de précipitations est de 897 mm, avec 12,1 jours de précipitations en janvier et 6,9 jours en juillet. Pour la période 1991-2020, la température moyenne annuelle observée sur la station météorologique la plus proche, située sur la commune de Saint-Martin-de-Fressengeas à 5 km à vol d'oiseau, est de 12,4 °C et le cumul annuel moyen de précipitations est de 1 050,4 mm,. Pour l'avenir, les paramètres climatiques de la commune estimés pour 2050 selon différents scénarios d’émission de gaz à effet de serre sont consultables sur un site dédié publié par Météo-France en novembre 2022.

## Urbanisme

### Typologie
Au 1er janvier 2024, Saint-Victor est catégorisée commune rurale à habitat dispersé, selon la nouvelle grille communale de densité à 7 niveaux définie par l'Insee en 2022.
Elle est située hors unité urbaine. Par ailleurs la commune fait partie de l'aire d'attraction de Ribérac, dont elle est une commune de la couronne,. Cette aire, qui regroupe 24 communes, est catégorisée dans les aires de moins de 50 000 habitants,.

### Occupation des sols
L'occupation des sols de la commune, telle qu'elle ressort de la base de données européenne d’occupation biophysique des sols Corine Land Cover (CLC), est marquée par l'importance des territoires agricoles (92,8 % en 2018), une proportion identique à celle de 1990 (92,8 %). La répartition détaillée en 2018 est la suivante : 
zones agricoles hétérogènes (41 %), prairies (27,7 %), terres arables (24,1 %), forêts (3,9 %), milieux à végétation arbustive et/ou herbacée (3,3 %). L'évolution de l’occupation des sols de la commune et de ses infrastructures peut être observée sur les différentes représentations cartographiques du territoire : la carte de Cassini (XVIIIe siècle), la carte d'état-major (1820-1866) et les cartes ou photos aériennes de l'IGN pour la période actuelle (1950 à aujourd'hui).

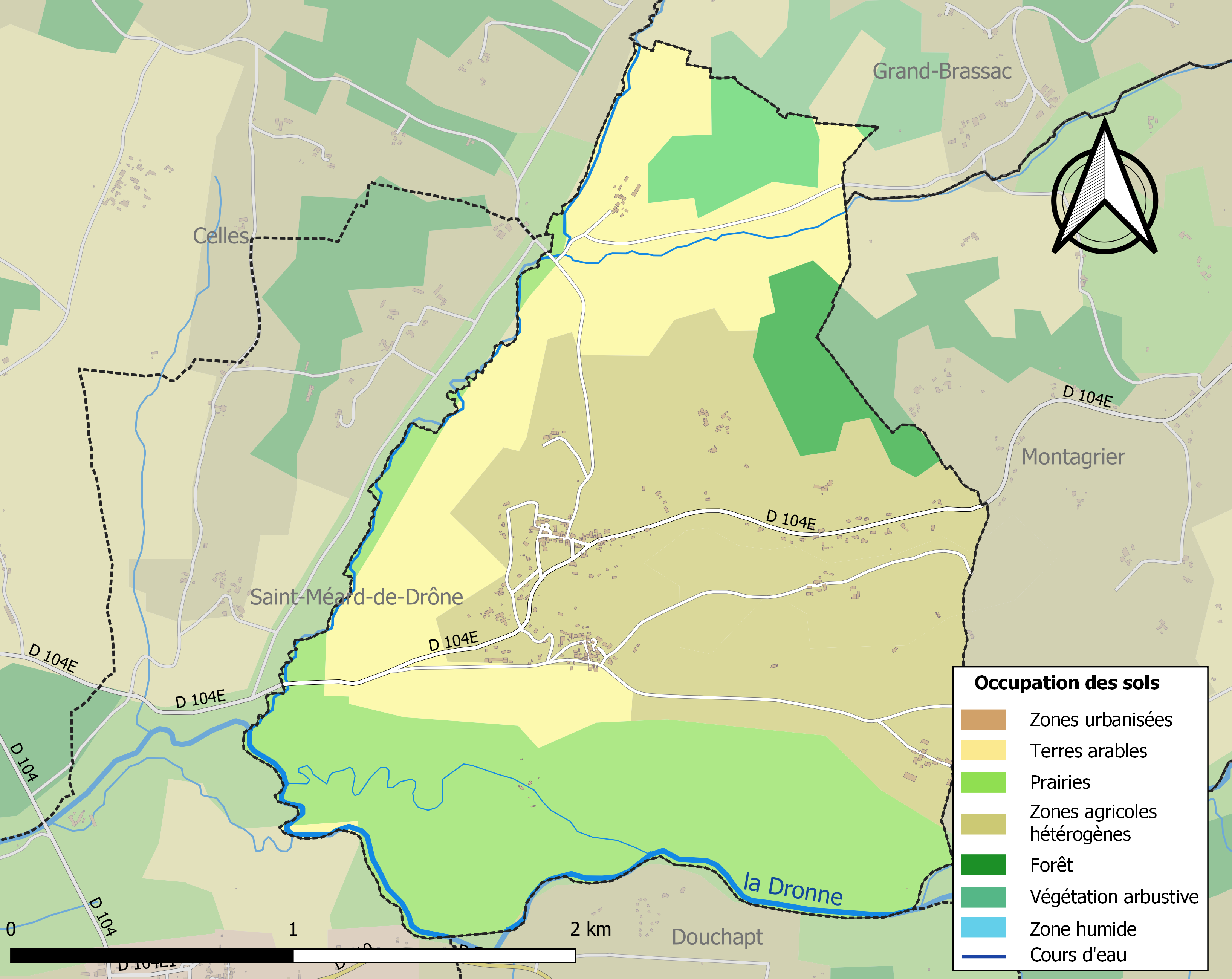
Carte des infrastructures et de l'occupation des sols de la commune en 2018 (CLC).

### Villages, hameaux et lieux-dits
Outre le bourg de Saint-Victor proprement dit, la commune est composée d'autres villages ou hameaux, ainsi que de lieux-dits :
- les Bécardes
- le Boisset
- la Bregère
- le Breuilh
- les Combes
- Fontenille
- le Grand Claud
- la Grave
- le Maine
- le Moulin de Chantemerle
- la Poulette
- Pré Bouty
- le Pré Neuf
- Puy des Combes
- les Rivières
- les Tertres
- Villotte.

### Prévention des risques
Le territoire de la commune de Saint-Victor est vulnérable à différents aléas naturels : météorologiques (tempête, orage, neige, grand froid, canicule ou sécheresse), inondations, feux de forêts, mouvements de terrains et séisme (sismicité très faible). Un site publié par le BRGM permet d'évaluer simplement et rapidement les risques d'un bien localisé soit par son adresse soit par le numéro de sa parcelle.
Certaines parties du territoire communal sont susceptibles d’être affectées par le risque d’inondation par débordement de cours d'eau, notamment la Dronne. La commune a été reconnue en état de catastrophe naturelle au titre des dommages causés par les inondations et coulées de boue survenues en 1982, 1983, 1988, 1999, 2009 et 2021,. Le risque inondation est pris en compte dans l'aménagement du territoire de la commune par le biais du plan de prévention des risques inondation (PPRI) de la « vallée de la Dronne », couvrant 19 communes et approuvé le 31 janvier 2014, pour les crues de la Dronne,.
Saint-Victor est exposée au risque de feu de forêt. L’arrêté préfectoral du 14 mars 2013 fixe les conditions de pratique des incinérations et de brûlage dans un objectif de réduire le risque de départs d’incendie. À ce titre, des périodes sont déterminées : interdiction totale du 15 février au 15 mai et du 15 juin au 15 octobre, utilisation réglementée du 16 mai au 14 juin et du 16 octobre au 14 février. En septembre 2020, un plan inter-départemental de protection des forêts contre les incendies (PidPFCI) a été adopté pour la période 2019-2029,.

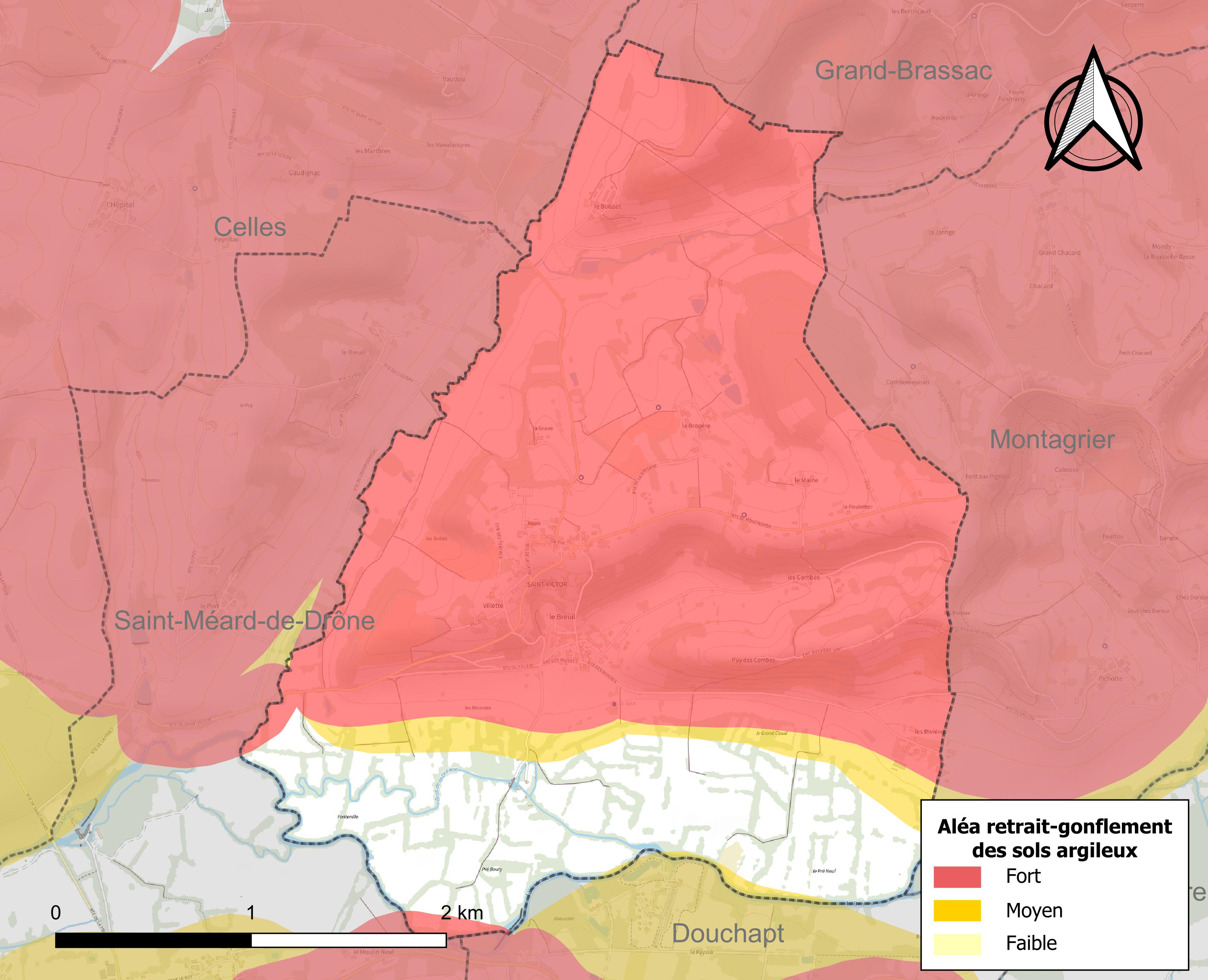
Carte des zones d'aléa retrait-gonflement des sols argileux de Saint-Victor.

Les mouvements de terrains susceptibles de se produire sur la commune sont des tassements différentiels. Le retrait-gonflement des sols argileux est susceptible d'engendrer des dommages importants aux bâtiments en cas d’alternance de périodes de sécheresse et de pluie. 78,9 % de la superficie communale est en aléa moyen ou fort (58,6 % au niveau départemental et 48,5 % au niveau national métropolitain). Depuis le 1er octobre 2020, en application de la loi ÉLAN, différentes contraintes s'imposent aux vendeurs, maîtres d'ouvrages ou constructeurs de biens situés dans une zone classée en aléa moyen ou fort,.
La commune a été reconnue en état de catastrophe naturelle au titre des dommages causés par la sécheresse en 1989, 1992 et 2003 et par des mouvements de terrain en 1999.

## Toponymie
Le nom de la commune se réfère à saint Victor, martyr chrétien du début du IVe siècle.
En occitan, la commune porte le nom de Sent Victor.
Les habitants de Saint-Victor se nomment les Saint-Victoriens.

## Histoire
En 1279, Saint-Victor est une paroisse relevant de la châtellenie de Montagrier.
La première mention écrite connue du lieu date de l'an 1382, sous la forme S. Victor, archip. de Avavolio (Saint Victor, dans l'archiprêtré de Valeuil).
Saint-Victor est créée en tant que commune en 1790, en même temps que la plupart des autres communes françaises.

## Politique et administration

### Rattachements administratifs et électoraux
Dès 1790, la commune de Saint-Victor a été rattachée au canton de Montagrier qui dépendait du district de Ribérac jusqu'en 1795, date de suppression des districts. En 1801, ce canton dépend de l'arrondissement de Ribérac puis, en 1926 de celui de Périgueux.
Dans le cadre de la réforme de 2014 définie par le décret du 21 février 2014, ce canton disparaît aux élections départementales de mars 2015. La commune est alors rattachée au canton de Brantôme, renommé canton de Brantôme en Périgord en 2020.

### Intercommunalité
Fin 2002, Saint-Victor intègre dès sa création la communauté de communes du Val de Dronne. Celle-ci est dissoute au 31 décembre 2013 et remplacée au 1er janvier 2014 par la communauté de communes du Pays Ribéracois, renommée en 2019 communauté de communes du Périgord Ribéracois.

### Administration municipale
La population de la commune étant comprise entre 100 et 499 habitants au recensement de 2017, onze conseillers municipaux ont été élus en 2020,.

### Liste des maires

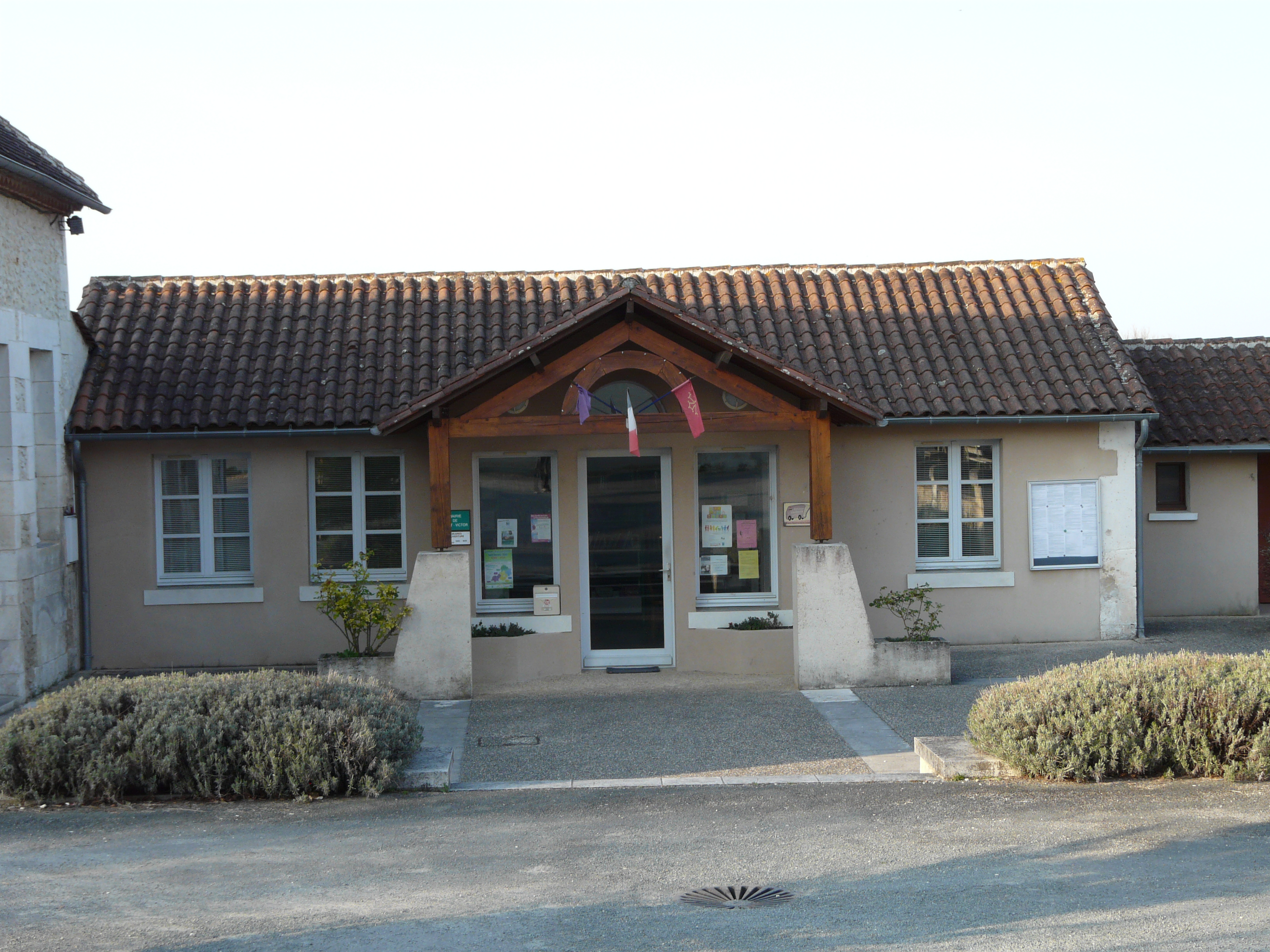
La mairie.

| Période                                  | Période  | Identité      | Étiquette | Qualité |
| ---------------------------------------- | -------- | ------------- | --------- | --- |
| Les données manquantes sont à compléter. |          |               |           | |
|                                          |          |               |           | |
| 1945                                     | 1977     | Paul Rouchaud |           | |
|                                          |          |               |           | |
|                                          | 1989     | James Dédier  |           | Chimiste |
| mars 1989                                | mai 2020 | Jeannik Nadal | PS        | Professeur Conseiller général du canton de Montagrier (2008-2015) Conseiller départemental du canton de Brantôme en Périgord (2015-2021) |
| mai 2020                                 | En cours | Priça Mortier |           | |

## Équipements et services publics

### Justice
En 2023, dans le domaine judiciaire, Saint-Victor relève : 
- du tribunal judiciaire, du tribunal pour enfants, du conseil de prud'hommes et du tribunal de commerce de Périgueux ;
- du pôle Nationalité du tribunal judiciaire de Périgueux (compétent uniquement dans le domaine de la nationalité) ;
- de la cour d'appel, du tribunal administratif et de la  cour administrative d'appel de Bordeaux.

## Population et société

### Démographie
L'évolution du nombre d'habitants est connue à travers les recensements de la population effectués dans la commune depuis 1793. Pour les communes de moins de 10 000 habitants, une enquête de recensement portant sur toute la population est réalisée tous les cinq ans, les populations de référence des années intermédiaires étant quant à elles estimées par interpolation ou extrapolation. Pour la commune, le premier recensement exhaustif entrant dans le cadre du nouveau dispositif a été réalisé en 2005.

En 2022, la commune comptait 212 habitants, en évolution de +3,41 % par rapport à 2016 (Dordogne : +0,37 %, France hors Mayotte : +2,11 %).
| 1793 | 1800 | 1806 | 1821 | 1831 | 1836 | 1841 | 1846 | 1851 |
| ---- | ---- | ---- | ---- | ---- | ---- | ---- | ---- | ---- |
| 382  | 396  | 416  | 322  | 331  | 385  | 366  | 379  | 398  |

| 1856 | 1861 | 1866 | 1872 | 1876 | 1881 | 1886 | 1891 | 1896 |
| ---- | ---- | ---- | ---- | ---- | ---- | ---- | ---- | ---- |
| 397  | 367  | 363  | 312  | 303  | 304  | 306  | 287  | 274  |

| 1901 | 1906 | 1911 | 1921 | 1926 | 1931 | 1936 | 1946 | 1954 |
| ---- | ---- | ---- | ---- | ---- | ---- | ---- | ---- | ---- |
| 277  | 264  | 274  | 256  | 244  | 237  | 210  | 197  | 169  |

| 1962 | 1968 | 1975 | 1982 | 1990 | 1999 | 2005 | 2006 | 2010 |
| ---- | ---- | ---- | ---- | ---- | ---- | ---- | ---- | ---- |
| 145  | 145  | 137  | 124  | 134  | 157  | 185  | 190  | 197  |

| 2015 | 2020 | 2022 | - | - | - | - | - | - |
| ---- | ---- | ---- | - | - | - | - | - | - |
| 207  | 213  | 212  | - | - | - | - | - | - |

### Manifestations culturelles et festivités
- Fête locale un week-end d'août[59].

### Sports
- En décembre, les « Foulées du Père Noël » sont composées de quatre épreuves : courses à pied de 17 km et de 10 km, parcours enfant et randonnée pédestre (10e édition en 2023)[60].

## Économie

### Emploi
En 2015, parmi la population communale comprise entre 15 et 64 ans, les actifs représentent 79 personnes, soit 38,2 % de la population municipale. Le nombre de chômeurs (sept) a augmenté par rapport à 2010 (six) et le taux de chômage de cette population active s'établit à 8,9 %.

### Établissements
Au 31 décembre 2015, la commune compte seize établissements, dont dix au niveau des commerces, transports ou services, trois relatifs au secteur administratif, à l'enseignement, à la santé ou à l'action sociale, deux dans l'agriculture, la sylviculture ou la pêche, et un dans la construction.

## Culture locale et patrimoine

### Lieux et monuments
- Église Saint-Victor des XIIe et XIXe siècles[64].

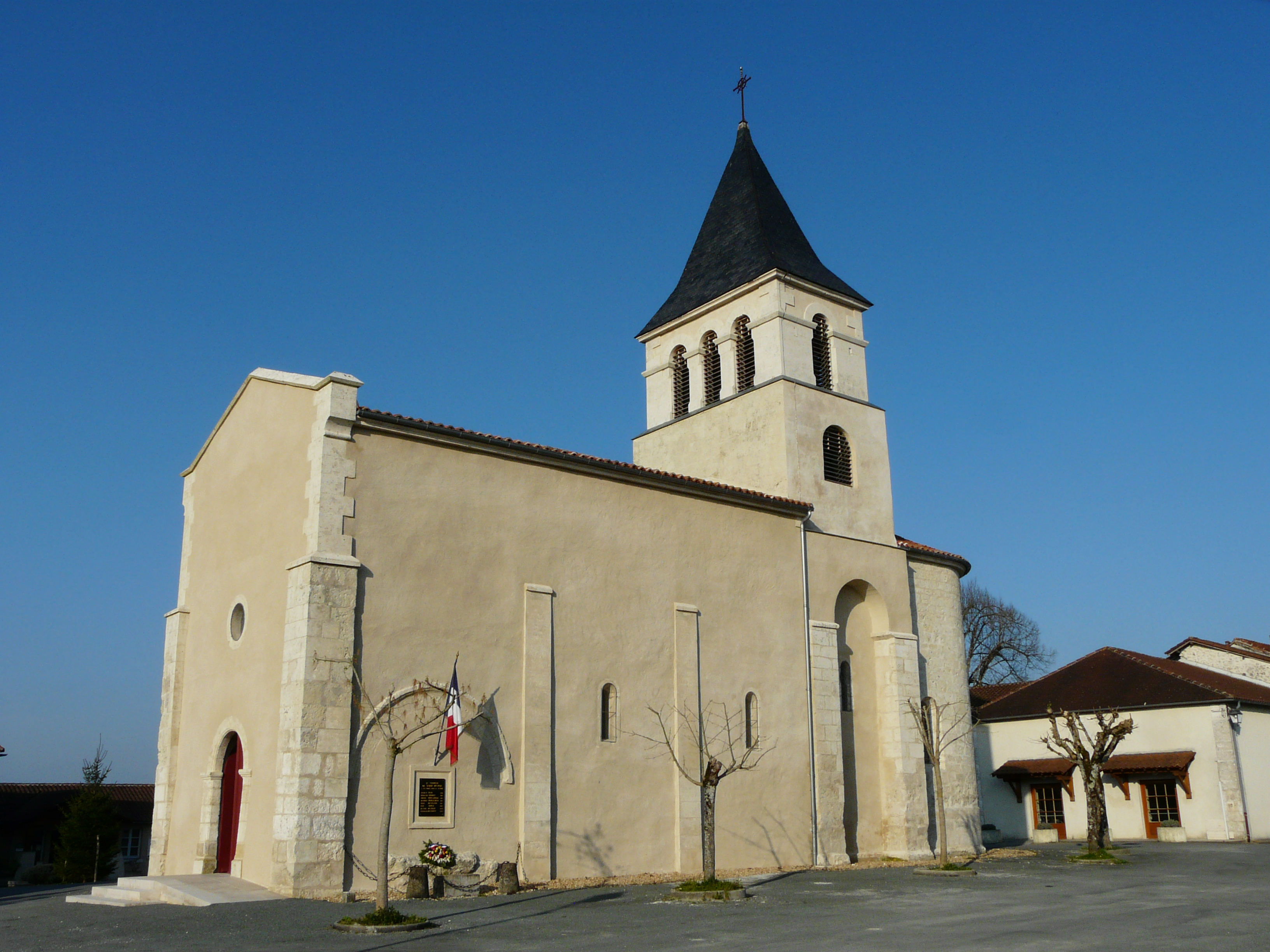
L'église Saint-Victor.
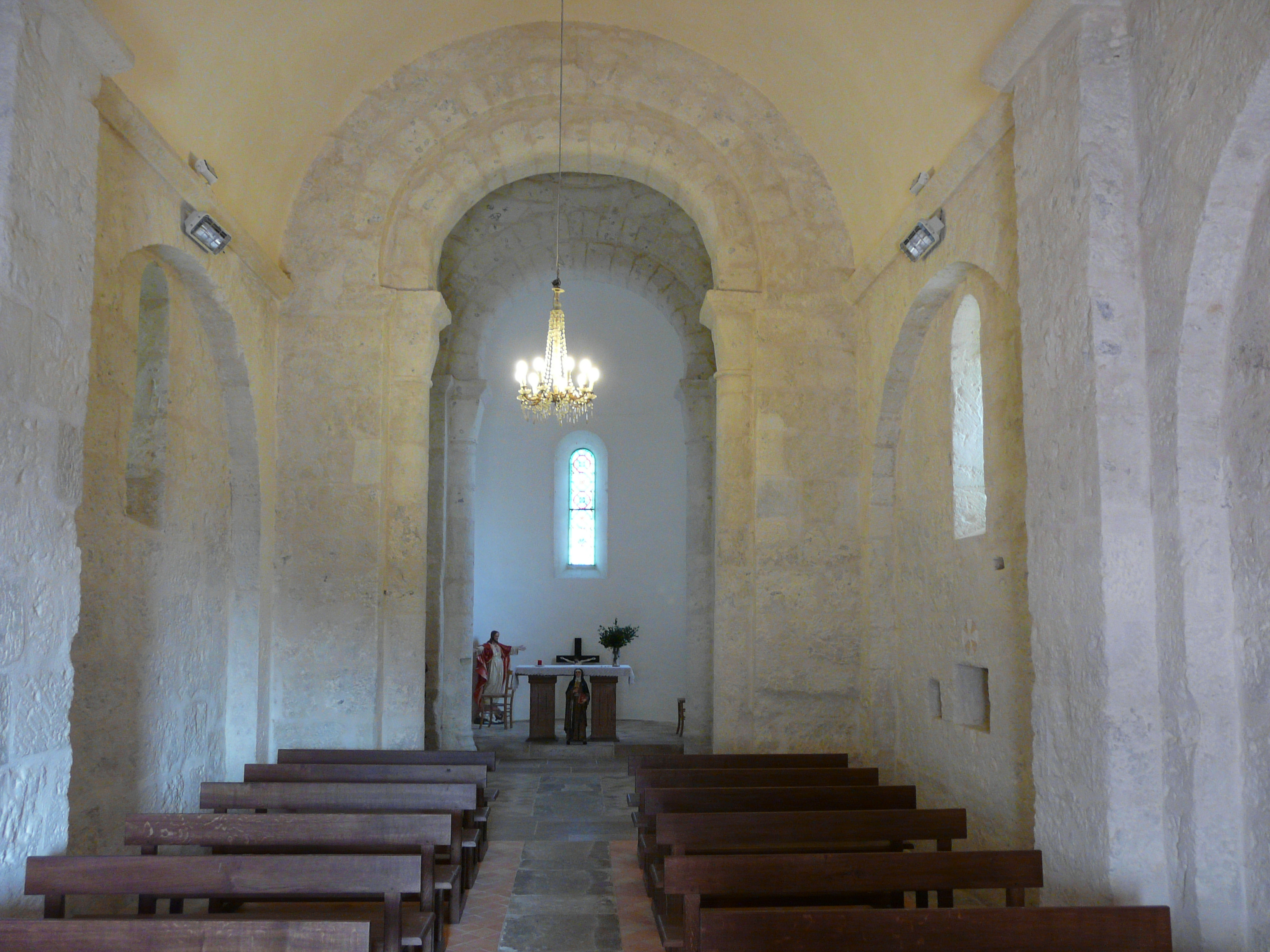
Sa nef.
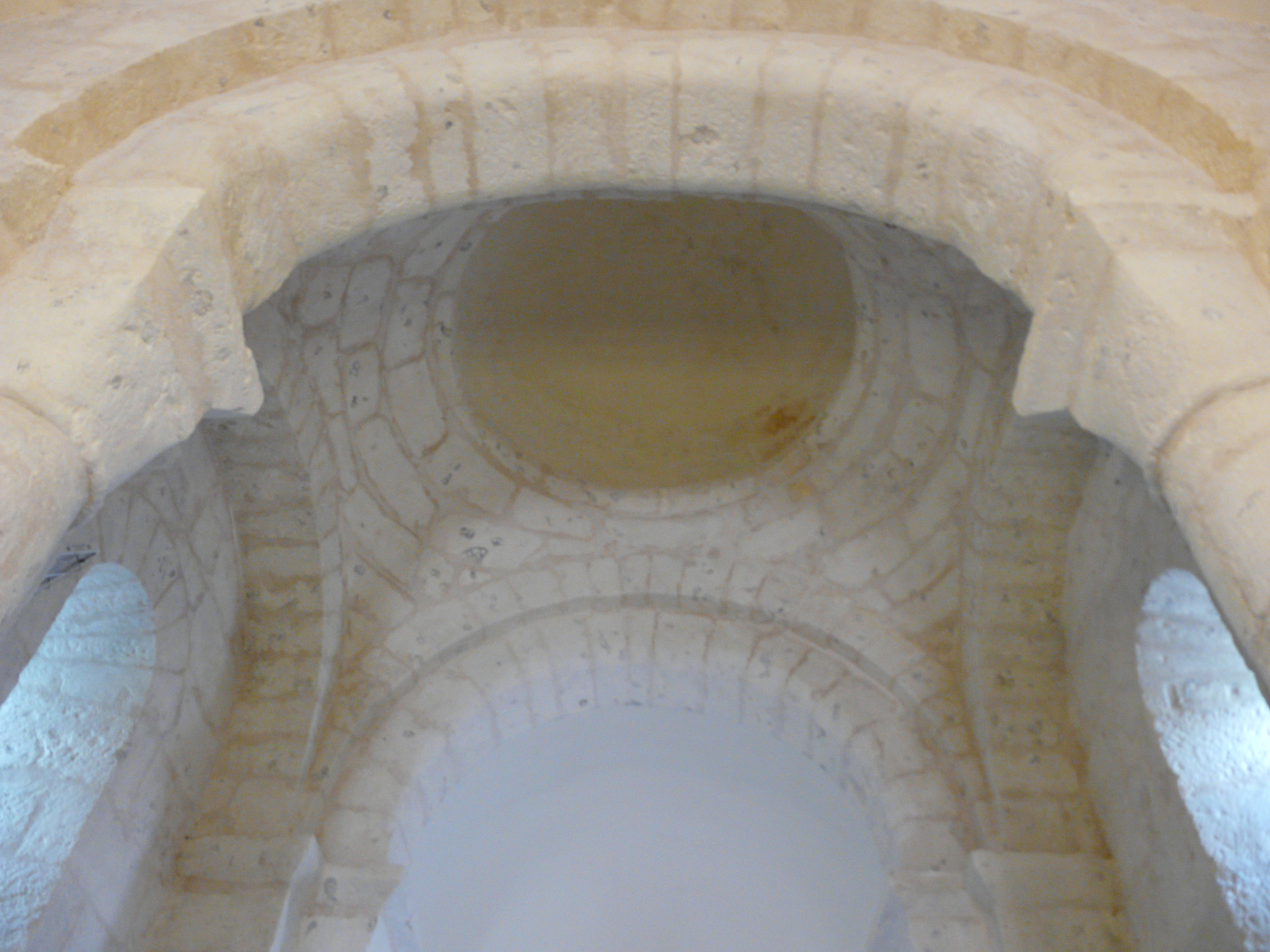
Sa coupole.
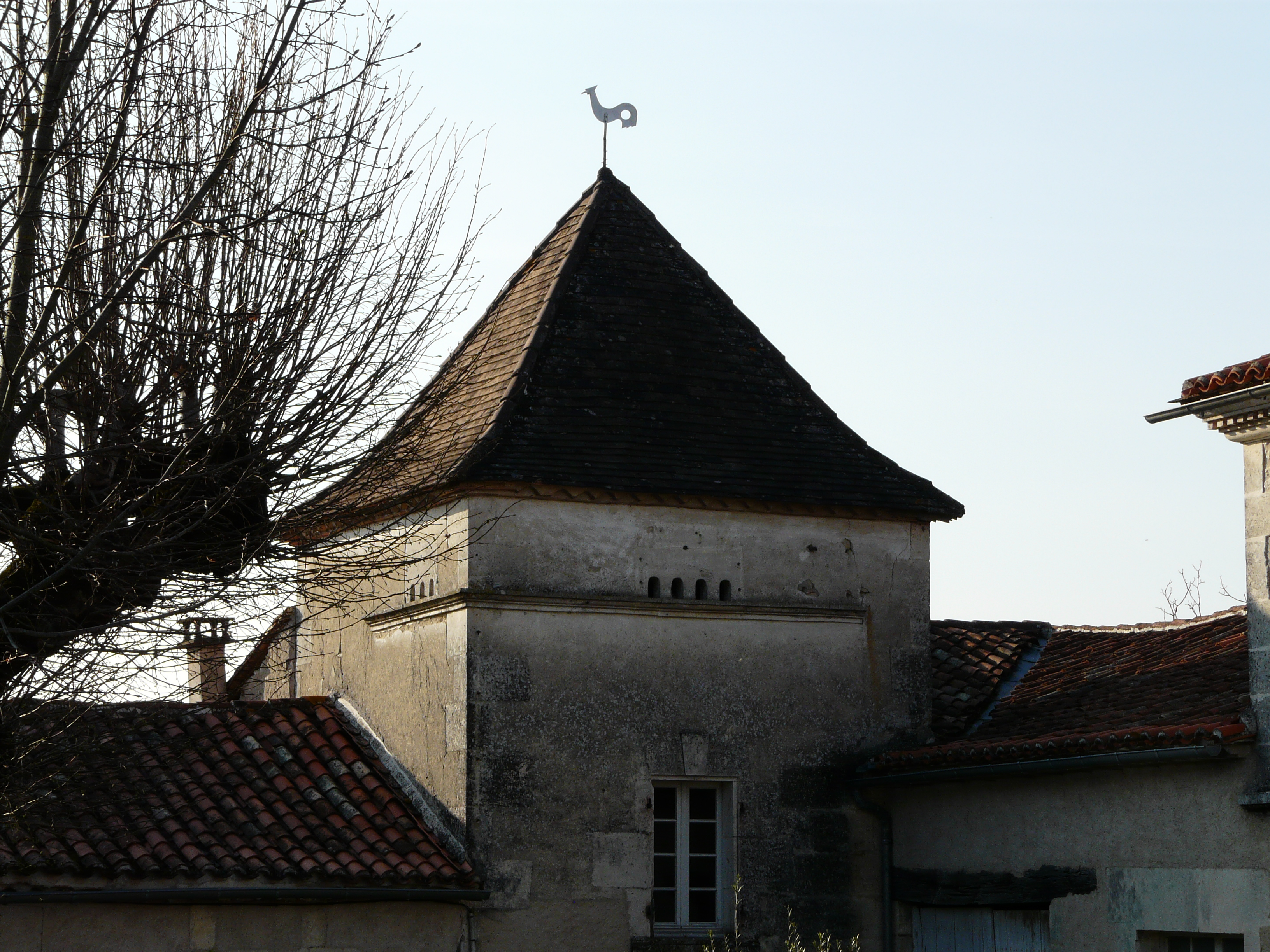
Pigeonnier dans le village de Saint-Victor.

### Patrimoine naturel

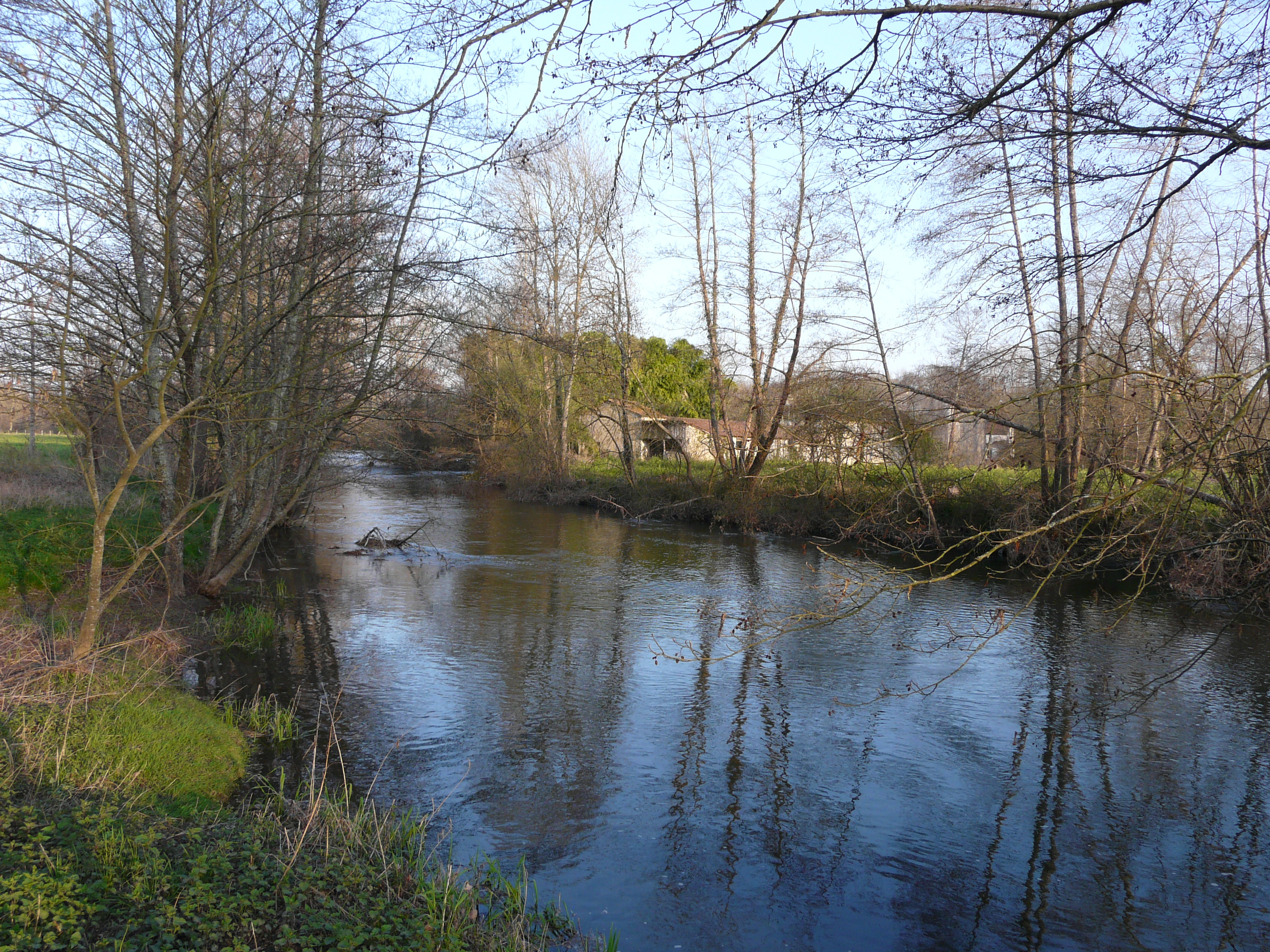
La Dronne au lieu-dit les Rivières, entre Saint-Victor au premier plan et Tocane-Saint-Apre.

Bordée par la Dronne, la commune représente un grand intérêt pour la faune et la flore locales. Des zones de protection y sont donc délimitées.

#### Natura 2000
Deux sites Natura 2000 sont identifiés sur le territoire communal.
Au sud, la Dronne et sa vallée sont considérées comme site important par le réseau Natura 2000 : la « vallée de la Dronne de Brantôme à sa confluence avec l'Isle ». La rivière s'écoule dans un milieu principalement composé de prairies humides et de terres cultivées avec des zones de bocage. On y rencontre plusieurs espèces de poissons menacées ainsi que des écrevisses à pattes blanches (Austropotamobius pallipes) et des visons (Mustela lutreola).
Bordant la vallée de la Dronne, ses coteaux à dominante de pelouses sèches et de steppes calcicoles présentent de nombreuses espèces d'orchidées terrestres. Le coteau de Saint-Victor est un site naturel remarquable géré par le Conservatoire d'espaces naturels Aquitaine.

#### ZNIEFF
Toujours en relation avec la Dronne, la commune présente une zone naturelle d'intérêt écologique, faunistique et floristique (ZNIEFF) de type II bocagère, protégée pour sa faune et sa flore spécifiques,.

## Pour approfondir